# Francisco Frígols
Francisco Frígols Lila (Chella, Valencia, España, 5 de diciembre de 1944) es un exfutbolista español que se desempeñaba como centrocampista.

## Clubes
| Club                 | País   | Año       |
| -------------------- | ------ | --------- |
| C. D. Mestalla       | España | 1963-1964 |
| C. E. Sabadell F. C. | España | 1967-1969 |
| Real Betis Balompié  | España | 1969-1973 |
| R. C. D. Mallorca    | España | 1973-1975 |